# Gli orizzonti del sole
Gli orizzonti del sole è un film del 1954 diretto da Giovanni Paolucci.

## Trama
Un bambino, figlio di una cantante di musica lirica, fugge dal collegio, dove nessuno sembra comprenderlo, e si imbatte in un vecchio naturalista che, dopo averlo recuperato semicosciente in riva ad un lago, si prende cura di lui e gli impartisce alcuni insegnamenti di vita. Il piccolo ritorna infine in collegio.

## Produzione
Alcune scene furono girate nel collegio Rosmini di Stresa; i restanti interni negli stabilimenti Scalera a Roma.
Per le riprese scientifiche la produzione si avvalse della consulenza del professor Ulrich Karl Traugott Schulz.

## Distribuzione
Fu presentato alla 15ª Mostra internazionale d'arte cinematografica di Venezia e alla 6ª Mostra Internazionale del Film per Ragazzi di Venezia.

## Riconoscimenti
- Primo premio ex aequo (1954)
- «Gondola d'argento» del C.I.D.A.L.C. (1954)[3]